# Villegats
|  | Per a altres significats, vegeu «Villegats (Charente)». |

Villegats és un municipi francès al departament de l'Eure i a la regió de Normandia. L'any 2007 tenia 333 habitants.

## Demografia

### Població
El 2007 la població de fet de Villegats era de 333 persones. Hi havia 115 famílies de les quals 20 eren unipersonals (20 homes vivint sols), 32 parelles sense fills, 59 parelles amb fills i 4 famílies monoparentals amb fills.
La població ha evolucionat segons el següent gràfic:

### Habitatges
El 2007 hi havia 142 habitatges, 117 eren l'habitatge principal de la família, 19 eren segones residències i 6 estaven desocupats. Tots els 141 habitatges eren cases. Dels 117 habitatges principals, 105 estaven ocupats pels seus propietaris, 10 estaven llogats i ocupats pels llogaters i 3 estaven cedits a títol gratuït; 1 tenia una cambra, 3 en tenien dues, 9 en tenien tres, 25 en tenien quatre i 80 en tenien cinc o més. 88 habitatges disposaven pel capbaix d'una plaça de pàrquing. A 39 habitatges hi havia un automòbil i a 78 n'hi havia dos o més.

### Piràmide de població
La piràmide de població per edats i sexe el 2009 era:
| Homes | Edats   | Dones |
| ----- | ------- | ----- |
| 0     | 95 o +  | 0     |
| 4     | 90 a 94 | 0     |
| 0     | 85 a 89 | 0     |
| 0     | 80 a 84 | 0     |
| 4     | 75 a 79 | 12    |
| 8     | 70 a 74 | 4     |
| 0     | 65 a 69 | 0     |
| 12    | 60 a 64 | 0     |
| 0     | 55 a 59 | 8     |
| 20    | 50 a 54 | 20    |
| 4     | 45 a 49 | 4     |
| 12    | 40 a 44 | 16    |
| 0     | 35 a 39 | 8     |
| 28    | 30 a 34 | 8     |
| 0     | 25 a 29 | 20    |
| 12    | 20 a 24 | 0     |
| 20    | 15 a 19 | 24    |
| 12    | 10 a 14 | 16    |
| 12    | 5 a 9   | 4     |
| 8     | 0 a 4   | 16    |

## Economia
El 2007 la població en edat de treballar era de 224 persones, 181 eren actives i 43 eren inactives. De les 181 persones actives 170 estaven ocupades (95 homes i 75 dones) i 11 estaven aturades (3 homes i 8 dones). De les 43 persones inactives 16 estaven jubilades, 15 estaven estudiant i 12 estaven classificades com a «altres inactius».

### Ingressos
El 2009 a Villegats hi havia 118 unitats fiscals que integraven 343,5 persones, la mediana anual d'ingressos fiscals per persona era de 23.680 €.

### Activitats econòmiques
Dels 11 establiments que hi havia el 2007, 1 era d'una empresa de fabricació de material elèctric, 2 d'empreses de construcció, 2 d'empreses de comerç i reparació d'automòbils, 1 d'una empresa d'informació i comunicació, 1 d'una empresa immobiliària, 3 d'empreses de serveis i 1 d'una empresa classificada com a «altres activitats de serveis».
Dels 2 establiments de servei als particulars que hi havia el 2009, 1 era un paleta i 1 electricista.
L'any 2000 a Villegats hi havia 5 explotacions agrícoles.

## Poblacions properes
El següent diagrama mostra les poblacions més properes.